# Richard Norris (jugador d'hoquei sobre herba)
Richard Norris   (Bombai, 10 de desembre de 1931 - Pretòria, 25 d'agost de 2012) va ser un jugador d'hoquei sobre herba britànic que va competir durant la dècada de 1950. Era el fill de Rex Norris, medallista als Jocs de 1928.
El 1952 va prendre part en els Jocs Olímpics de Hèlsinki, on guanyà la medalla de bronze en la competició d'hoquei sobre herba.